# Titel
Titel (szerbül Тител / Titel, németül Titel vagy Theisshügel, latinul Titulium) kisváros és község Szerbiában, a Vajdaság Dél-bácskai körzetében.

## Fekvése
A Titeli-fennsík lábánál fekszik Bácska délkeleti csücskében, a Tisza jobb partján. A várossal átellenben, a bánáti oldalon ömlik a Béga a Tiszába, pár km-re délre pedig, Rezsőházánál a Tisza torkollik a Dunába.

## Nevének eredete
Neve a török Tört-al (= négy vidék ura) személynévből származik.

## A község települései
Közigazgatásilag Titel mellett további öt település tartozik a községhez (zárójelben a települések szerb neve szerepel):
- Dunagárdony (Гардиновци / Gardinovci)
- Mozsor (Мошорин / Mošorin)
- Sajkáslak (Лок / Lok)
- Sajkásszentiván (Шајкаш / Šajkaš)
- Tündéres (Вилово / Vilovo)

## Története
1077-ben Tytul néven említik először.
1077. és 1095. között Szent László király és öccse, Lambert herceg káptalant alapított itt, melyet gazdagon ellátott adományokkal is. Az alapító Lambert herceget később itt a prépostságban temették el.
Az egyház prépostjai, kanonokjai királyi kegyuraságukból következően többször viselték a királyi, jegyzői, kápláni, kancellári, alkancellári tisztet. Káptalanja pedig Bács, Keve és Szerém megyére kiterjedő hiteleshelyi működést folytatott.
Titel városa már a 12. században jelentős hely volt. 1164-ben Mánuel császár is magyarországi hadjáratakor Titel mellett ütött tábort.
A 12. században Titel egyrésze királyi adományozás útján halastavaival, nádasaival, földjeivel és a hegy felével a szávaszentdemeteri görög monostor birtokába jutott, s ezzel együtt III. Béla 1193-1196. között a jeruzsálemi Szent Theodisius monostornak adta, az adományt a pápa is megerősítette.
1233-ban II. András a káptalannak 3000 kősó megtartását engedélyezte. A pápai tizedjegyzék szerint 1332-1337. között a káptalan 36 márka pápai tizedet fizetett.
Várát 1500. körül Bakócz Tamás megerősíttette. A török időkben közigazgatási központ, 1688-ban Caprara császári tábornok hadai foglalták vissza, majd többször cserélt gazdát.
1694-ben Ali basa seregét még sikerrel verte vissza, 1697 őszén azonban elfoglalta a török. Katonai határőrvidéki sajkásközpont, 1849-ben Perczel hiába ostromolta. Az ostromok alatt a vár elpusztult, ma már nyoma sincs.
A trianoni békeszerződés előtt Bács-Bodrog vármegye Titeli járásához tartozott.

## Népesség
1910-ben 5792 lakosából 1858 magyar, 1163 német, 2413 szerb volt. Ebből 2479 római katolikus, 723 evangélikus, 2353 görögkeleti ortodox volt.

### Demográfiai változások
| 1948 | 1953 | 1961 | 1971 | 1981 | 1991 | 2002 | 2011 |
| ---- | ---- | ---- | ---- | ---- | ---- | ---- | ---- |
| 5650 | 5481 | 5717 | 5957 | 6227 | 6007 | 5894 | 5294 |

## Híres személyek
- Itt született 1875-ben Mileva Marić matematikus
- Itt született 1884-ben Kislégi Nagy Dénes közgazdász, egyetemi tanár

## Titel látnivalói
- Római katolikus (magyar) temploma: már 1165-ben említik a plébánia területén levő elöljáróságot. A plébániát 1770-ben alapították, előtte Újvidék leányegyháza volt. A templom védszentje Nagyboldogasszony. A templomot 1812-ben építették, 1921-ben magasították a tornyát. 1923-ban készült el a gazdagon megfestett pompás belső. A külső restaurációt 1958-ban, a belsőt 1961-ben végezték el. A templom méretei: hossza 25 m, szélessége 10 m. Négy harangja van, melyek közül a legnagyobb 465 kg, a legkisebb 85 kg. Az anyakönyvet 1769-óta vezetik. A plébánia területén két kápolna van: a temetőben az Őrangyalok kápolnája 1868-ból, és a Bánatos Szűzanya a Kálvárián 1892-ből. Sajnos mind a kettő romos állapotban van.
- Evangélikus (német) temploma
- Görögkeleti (szerb) temploma

## Galéria

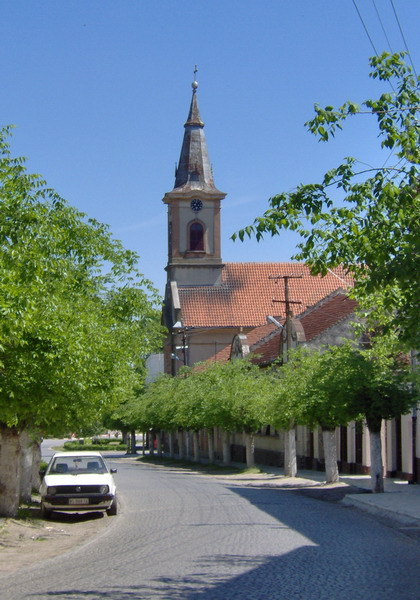
A római katolikus templom
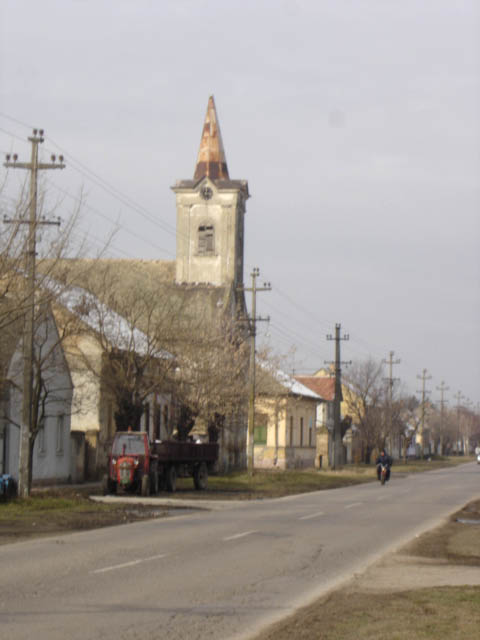
A romos állapotban lévő evangélikus templom
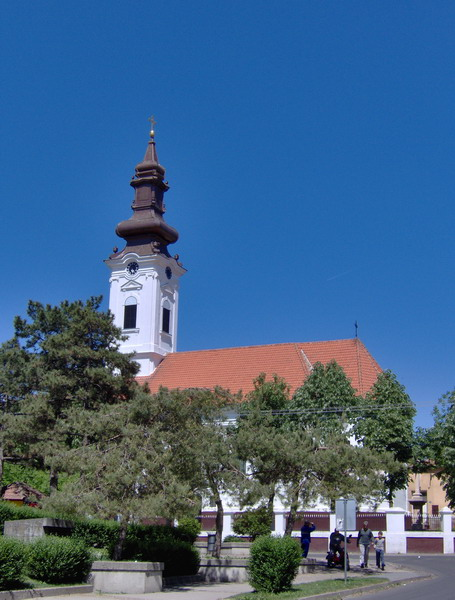
A görögkeleti templom